# 木村優一

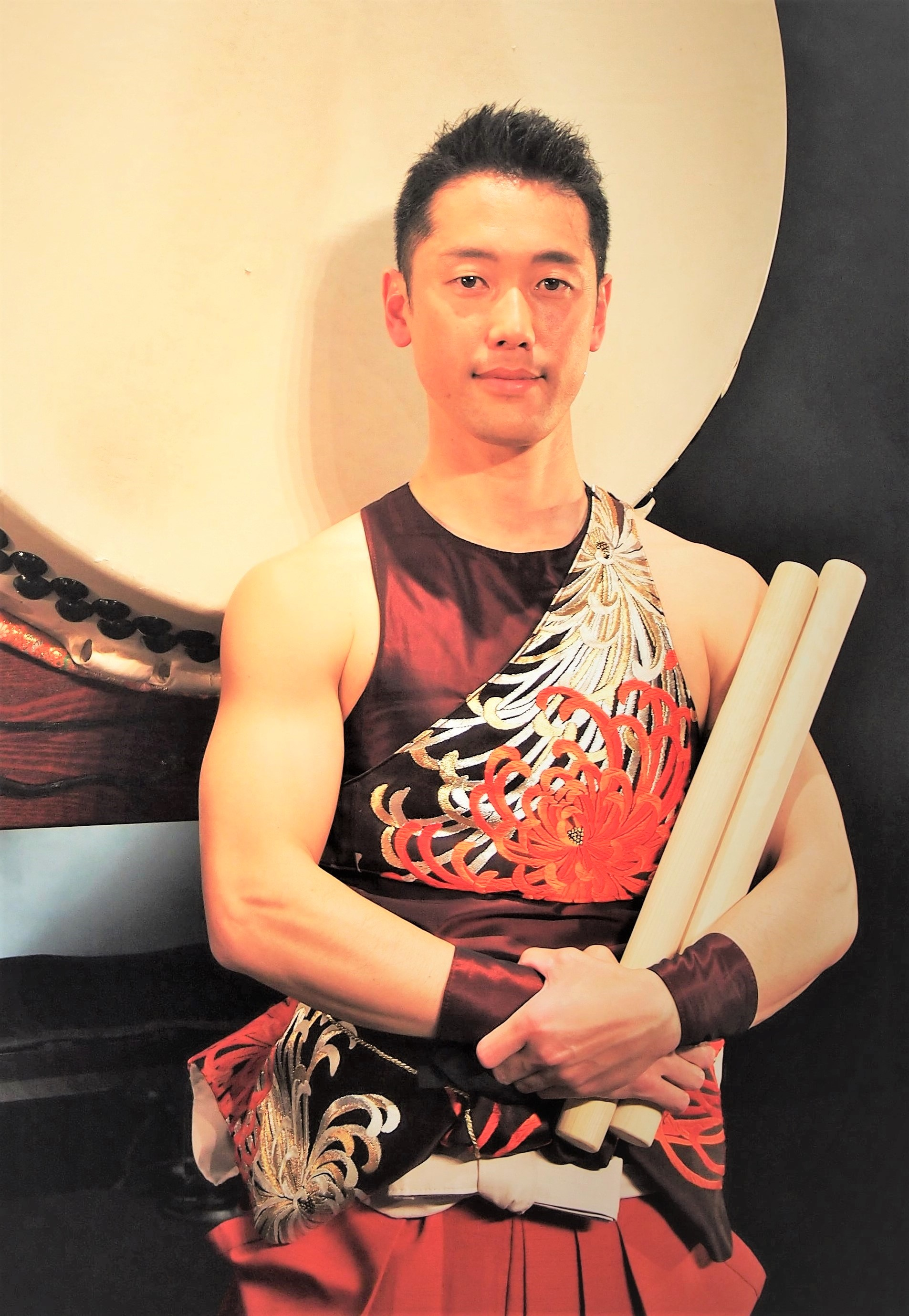

木村優一 Yuichi Kimura（きむらゆういち）は和太鼓演奏家。1976年（昭和51年）兵庫県神戸市生まれ。Professional Japanese Taiko player

## 経歴
神戸市立神戸西高等学校在学中に阪神・淡路大震災を経験し、避難所等での演奏を行う。
1995年、時勝矢一路のグループ（和太鼓一路）にてヨーロッパツアーに参加し、プロとして初舞台を踏む。同年帰国後、地元の和太鼓松村組の発足メンバーとなり、16年間中心メンバー、構成演出家として活躍。2011年独立。
（1997年、再び時勝矢の6か月に及ぶヨーロッパツアーに参加している）
太鼓奏者、林英哲に師事。
特筆すべきは、他の太鼓奏者には見られない豊かな音楽性と、抜群の演奏スタイル。
国境、ジャンルを飛び越えた音楽を得意とし、クラシック、ジャズ、ラテンミュージック、民族音楽から舞踊など、数多くのアーティストと共演を重ね、2011年より太鼓とピアノ、管弦楽器を併せた『太鼓オルケスタ木村優一＆スペシャルソース』を結成。
次世代の太鼓奏者育成にも尽力し、弟子たちによって構成される「太鼓楽団大地の会」も結成。いずれのユニットでも全国各地でコンサートを行っている。
楽曲制作も勢力的に行い、2015年には作家玉岡かおる著「ひこばえに咲く」をテーマに、同タイトルのCDアルバムをリリース。
災害による犠牲者の鎮魂と、世界の平和を願い作曲した「太鼓レクイエム曲『大地』」は日本の太鼓愛好家たちや、アメリカの太鼓グループ等によっても演奏されている。
2017年には、神戸開港150周年記念祝賀会のオープニングにて、秋篠宮文仁親王・同妃の臨席のもと、演奏を行う。
近年は活動の幅を海外へも広げて、2014年から毎年アメリカでの演奏、ワークショップも行い、2017年には太鼓楽団大地の会のアメリカ公演も成功させる。
2018年には「神戸国際taiko音楽祭」を開催し、総合プロデューサーとして新しい形の太鼓フェスティバルを確立した。その後第2回を2020年1月、第3回を2023年1月に開催した。
海外クルーズ船でのコンサートも数多くこなし、クイーンエリザベス、EUROPE2、セレブリティミレニアム、セブンシーズエクスプローラーなどで船内コンサートを行っている。
2010年（平成22年）兵庫県坂井時忠音楽賞、2012年（平成24年）神戸市文化奨励賞、2013年（平成25年）兵庫県芸術奨励賞を受賞。

## 出版
DVD「海洋紀行」2011
CD「空翔る翼」2012
DVD「情熱ライブ」2013
DVD「大地の奏で Song of the Earth」2014
CD「ひこばえに咲く」2015
CD「望郷 The Sound of Nostalgia」2019
DVD「ともに打つ」2021

## その他
NHK神戸　阪神淡路特集サイト
The North American Post（北米報知）